# Harald Tauber
Harald Kurt Tauber (* 30. August 1971 in Eisenstadt, Burgenland) ist ein österreichischer Sänger (Tenor), Schauspieler und Musicaldarsteller.

## Biografie
Harald Tauber ist in Oberösterreich aufgewachsen und besuchte nach der Volksschule die Musikklasse des Bundesoberstufenrealgymnasiums in Wiener Neustadt, Niederösterreich. Dort spielte er zunächst Trompete, nahm aber bereits mit sechzehn Jahren Gesangsunterricht und bekam bald ein Stipendium, um nach der Matura am Josef Matthias Hauer Konservatorium in Wiener Neustadt ein Gesangspädagogikstudium zu beginnen. Währenddessen nahm er unter anderem als Sänger in einem Doppelquartett erfolgreich an Gesangswettbewerben in Niederösterreich und Wien teil.
Nach erfolgreichem Studienabschluss zog er in die Landeshauptstadt Wien und absolvierte am dortigen Konservatorium ein weiteres Studium im Bereich „Musical, Operette und Chanson“ unter der Leitung von Lilo Mrazek und Robert Opratko mit Auszeichnung. Schon während seiner Ausbildung übernahm er einige Hauptrollen, unter anderem in Goethes Die Mitschuldigen, Mozarts Bastien und Bastienne, Arian – das Keltenmusical, Into the Woods, The Rocky Horror Show und Jesus Christ Superstar. Später belegte er zusätzliche Aufbaukurse bei Geraldine Armstrong, Dennis Callahan (Tanz) und Michael Pinkerton (Interpretation).
Direkt nach dem Studium wurde er für die Welturaufführung von Tanz der Vampire an die Vereinigten Bühnen Wien geholt, wo er anschließend auch noch in Mozart! und Jekyll & Hyde zu sehen war. Weitere Engagements im In- und Ausland folgten, darunter die deutsche Erstaufführung von Dracula in Tecklenburg und Falco meets Amadeus bei den Wörtherseefestspielen Klagenfurt, Kärnten. Für die Deutschlandpremiere von We Will Rock You, in der er mit Brian May und Roger Taylor, den Gründern der Rockgruppe Queen, zusammenarbeiten durfte, zog er nach Köln.
Bei der Welturaufführung von  Tutanchamun in Gutenstein, Niederösterreich kreierte Harald Tauber die Rolle des Ofir und ist auch auf der gleichnamigen CD zu hören. Die Zusammenarbeit wurde in der darauffolgenden Saison fortgesetzt, wo er die Rolle des Koloman Moser in Gustav Klimt verkörperte. Zwei Jahre in Folge war er als Solist und Stellvertretender Künstlerischer Leiter für Musical Fieber deutschlandweit auf Tournee. Während der Freilichtspiele Tecklenburg 2010 trat er als Herzog von Buckingham in 3 Musketiere sowie als Diesel in West Side Story auf. 2011 war er an der Frankfurter Komödie als Bandleader Alex in What a feeling sowie am theater im centrum in Kassel als Zahnarzt und Pflanze in Der kleine Horrorladen zu sehen. Er spielte den Seemann Jack Driscoll in King Kong am KATiELLi Theater in Datteln und stand u. a. als Monsignore O’Hara und Curtis Jackson für die Produktion Sister Act der Stage Entertainment im Apollo Theater Stuttgart sowie im Metronom Theater Oberhausen auf der Bühne. 2016–17 war er als Graf Rettenberg in Ludwig² im  Festspielhaus Füssen zu sehen. Am theater im centrum in Kassel spielte er 2016 Martino Brando in Rock The Block – Das Elvis-Musical, Junior in der Uraufführung von Campingfieber und zuletzt Pep Strotzkowski in Babykracher – Sing! Swing! Schwanger!
2015 gab er am theater im centrum Kassel mit dem Stück Himmlisch gerockt! sein Debüt als Bühnenautor und Produzent.
Neben seiner Tätigkeit als Musicaldarsteller organisierte er mehrere Galas zu Gunsten der Österreichischen Krebshilfe und produzierte die CDs Freiheit und Traumwelt, bevor er 2011 unter eigenem Namen eine Theateragentur und 2012 in Kassel die Band Mates in Rock gründete. Als Musiklehrer war er am Gymnasium Rodenkirchen tätig und unterrichtet Gesang und Klavier an der Musikschule Söhre-Kaufunger Wald in Kaufungen bei Kassel.
Trotz seiner künstlerischen Begabung ist er weder mit dem österreichischen Tenor Richard Tauber (1891–1948), noch mit dem gleichnamigen österreichischen Bühnenschauspieler Harald Tauber (1911–1948) verwandt.

## Engagements (Auswahl)
- 1997–2000 Tanz der Vampire, Raimund Theater Wien: Herbert, Alfred, Graf von Krolock
- 2000 Mozart!, Theater an der Wien: Wolfgang Mozart, Salieri
- 2001–2003 Jekyll & Hyde, Theater an der Wien: Utterson, Lord Savage
- 2002 Der Traumfänger, Tournee (A): Herr Machatschek
- 2002 Falco meets Amadeus, Wörtherseefestspiele Klagenfurt: Johnny Klein
- 2003 Joseph, Freilichtspiele Tecklenburg: Naphtali
- 2004 Die Nacht der Musicals, Tournee (D, A, CH): Solist
- 2004 Kiss me, Kate, Freilichtspiele Tecklenburg: Nathanael
- 2004 Dracula (dt. Erstaufführung), Freilichtspiele Tecklenburg: Priester
- 2004–2008 We Will Rock You (dt. Erstaufführung), Musical Dome Köln: Dieter, Bap, Khashoggi
- 2006 Mozart! in concert, Raimund Theater Wien: Emanuel Schikaneder
- 2007 Hair, Theater an der Rott Eggenfelden: Berger
- 2007 We Will Rock You, Theater 11 Zürich: Gölä, Polo, Khashoggi
- 2008 We Will Rock You, Raimund Theater Wien: Dieter, Doc, Khashoggi
- 2008 Tutanchamun (Uraufführung), Festspiele Gutenstein: Ofir
- 2008–2010 Musical Fieber, Tournee (D): Solist, Stellvertretender Künstlerischer Leiter
- 2009 Gustav Klimt (Uraufführung), Festspiele Gutenstein: Koloman Moser, Alter Professor
- 2010 3 Musketiere, Freilichtspiele Tecklenburg: Herzog von Buckingham
- 2010 West Side Story, Freilichtspiele Tecklenburg: Diesel
- 2011 What a feeling, Die Komödie Frankfurt am Main: Alex
- 2011 Der kleine Horrorladen, theater im centrum Kassel: Zahnarzt, Audrey II
- 2012 King Kong, KATiELLi Theater Datteln: Jack Driscoll
- 2012–2013 Sister Act, Apollo Theater Stuttgart: Willard, Monsignore O’Hara
- 2013–2015 Sister Act, Metronom Theater Oberhausen: Swing, Monsignore O’Hara, Curtis Jackson
- 2015 Himmlisch gerockt! (Uraufführung), theater im centrum Kassel: Harald
- 2016 Rock The Block – Das Elvis-Musical, theater im centrum Kassel: Martino Brando, Oleg
- 2016–2017 Ludwig²,  Festspielhaus Füssen: Graf Rettenberg
- 2017–2018 Campingfieber (Uraufführung), theater im centrum Kassel: Junior
- 2019–2020 Babykracher – Sing! Swing! Schwanger! (Uraufführung), theater im centrum Kassel: Pep Strotzkowski
- 2020 Der Stadtbrand (Uraufführung), Schlossfestspiele Biedenkopf: Anschel Eichenbaum

## Diskografie
- 1998 Freiheit (Harald Tauber)
- 1999 Traumwelt (Harald Tauber)
- 1998 Tanz der Vampire (Raimund Theater Wien)
- 2002 Jekyll & Hyde (Raimund Theater Wien)
- 2004 Rockin’ Jesus and Gospels and more ... (Konservatorium Wien)
- 2005 We Will Rock You (Musical Dome Köln)
- 2008 Tutanchamun (Festspiele Gutenstein)
- 2009 Gustav Klimt (Festspiele Gutenstein)
- 2015 Step By Step (Mates in Rock)
- 2016 Still Play Rock 'N' Roll (Mates in Rock)